# 阿華師
阿華師（白話字：A-Hôa Sai，1986年—），本名賴咏華（白話字：Lōa Éng-hôa），別稱米芳華，臺灣臺中人。臺灣稻農、磅米師、臺灣母語推動型YouTuber，現存少數的土礱師傅，所以也被稱作礱的傳人。
2019年9月成立「足英台三聲道磅米芳」頻道，以英文、臺灣話和四縣腔客家話三種語言描述「華語正在殺害母語」現象的影片而聲名大噪。

## 早期生活
阿華師來自臺中，2009年自國立交通大學的光電工程學系畢業，對於進入科技公司當工程師一途沒有興趣，遂赴澳洲打工渡假，一年後返回臺灣。

### 土礱學徒
2011年，阿華師在苗栗縣山區的南庄鄉大南埔（南富村）定居，向國寶級的土礱師傅林裕祥學藝，並將土礱學徒的生活點滴記錄在部落格「大南埔農村工作室 TAINANBU」上。
阿華師之所以學習土礱，是因為1953年電力與電動礱穀機的出現之前，土礱是臺灣農村幾乎家家戶戶都有一台的碾米工具，之後隨著科技進步，漸漸被時代淘汰。阿華師不忍技藝失傳，除了向林裕祥習藝之外，也開始學習種稻，並改裝老爺車製作爆米香，四處販賣，兼之在各地舉辦講座，希望引起更多人重視小農、食安及傳統文化的議題。

### 零母語世代衝擊
2018年左右，阿華師一如往常進入校園，舉辦講座和販賣爆米香，在新北淡水的一間幼稚園當中，他隨口以臺語说了一句「逐家好！（臺語白話字：Ta̍k-ke hó!，華語：大家好！）」，向幼稚園小朋友打招呼，竟然完全沒有人反應，甚至有小朋友轉頭問老師一句：「他是不是在講廣東話？不然我怎麼都聽不懂？」
阿華師當下受到強烈的衝擊，臺語作為一個流傳台灣這塊土地達三百多年的「通行語言（regional common language）」，若連本土通行語言的整體程度都已經低落至此，更何況客家語和其他原住民族的語言？阿華師因為深刻感悟到「零母語世代」已然降臨，便開始發憤自學母語。

### 學回母語
阿華師自陳在五歲之前，家中全以臺語交談，但進入幼稚園之後直到大學畢業為止，整個求學階段已經養成他全程講華語的習慣，臺語對他變成一個「會聽不會說」的語言。
2018年秋天起，阿華師開始以學習英語的方式學習臺語，從增加臺語字彙量起步，他隨時都攜帶隨身單字本，一邊將沒學過的字彙記錄下來，並寫下句子，進行造句練習，並透過智慧型手機下載「臺語字典」的應用程式以供隨時查詢，「我一工愛查一．二百遍，因為眞多物件袂曉講（我一日要查一、兩百次，因為太多東西不會講）。」阿華師自述是透過增加字彙量來培養臺語語感，約莫在四個月之後，漸漸能夠自然而然地使用臺語的文法、用詞來表達自己的想法。
根據阿華師自身的經驗，現行臺語的學習資源不少，從下定決心學習臺語至臺語琅琅上口的程度，約莫需要一年的時間，所以阿華師認為臺灣人若想找回母語，「有心就可以」；可悲的是，大多臺灣人都「沒有心」。

## 母語運動

### 頻道上線
2019年9月份在YouTube成立「足英台三聲道磅米芳」，阿華師分別以台灣話、客話（四縣腔）和英語三種語言，提出「每天有350位會講台語的老人過世，而有100位可能不會講台語的新生兒誕生」的論述，呼籲各界重視母語文化滅絕的問題，因此成為臺灣的網路紅人。
阿華師推出三種語言的頻道後，有不少人是被阿華師流暢標準的英語吸引而來，阿華師不禁感慨，認為時至2019年的今日，大部分的台灣人還是認為英語才是最高尚的語言，中等是華語，而在台灣全境通行三百多年的臺語（regional common language），在國民政府刻意打壓下，成功變成了台灣人心中最沒有水準的語言。

### 批評李佳芬「母語在家學」
2019年11月，中國國民黨籍的中華民國總統候選人韓國瑜的妻子李佳芬出言抨擊教育部政策，認為「推動母語教育是浪費資源」，主張「母語回家學」，因為「爸爸媽媽才是母語最好的老師」等言論，引發臺灣多個團體組織不滿，譴責韓國瑜夫婦惡意打壓母語。
阿華師拍攝短片质问李佳芬，如果「爸爸媽媽才是母語最好的老師」的論點若是正確的，那為何李佳芬是使用台灣話的福佬客，李佳芬女兒韓冰的台語程度如此糟糕？李佳芬是詔安客家人的後代子孫，倘若「母語回家學」有效，為何她自己並不會說客家話？阿華師甚至出言嘲諷韓國瑜夫婦「連你們放棄母語去學的英文，你們都講輸我」，質疑韓國瑜夫婦在家中只教導韓冰華語，「到底居心何在？」

### 拒講華語
2019年11月12日，阿華師發表「我這一輩子，再也不說華語了。」宣言，表達振興母語的決心。

### 提出母語必將消滅說
阿華師表示，台灣本土語言日益衰退，很主要的原因在於1945年國民政府遷台後，頒定各式各樣的政策打壓本土語言，不論是在新聞媒體、影視戲劇，或學校演講等各種公開場合，往往都使用「華語」發表，逐漸形成「華語霸權」；「生活裡的各種蛛絲馬跡，其實都看得到大眾有意識或無意識地排拒本土語言的動作。」在在都壓縮了本土語言傳承的空間。
台灣本土語言文化經歷長達70年的發展停頓以及斷裂之後，阿華師對母語存續本持十分悲觀的看法；他甚至消極地認為，依照台灣目前的態勢，並沒有任何政策和方法，能夠阻止台灣話、客話或南島話走向消滅。

## 外部連結
- 阿華師的Facebook專頁
- 從泥土到嘴唇的Facebook專頁
- 大南埔農村工作室 TAINANBU （页面存档备份，存于）
- YouTube上的足英台三聲道磅米芳 頻道